# Poliesportiu Pla de L'Arc
Poliesportiu Pla de L'Arc er en indendørs sportsarena i Llíria, Valencia-regionen, med plads til ca. 4.200 tilskuere til håndboldkampe. Arenaen er hjemmebane for det spanske basketballholdet CEB Llíria og benyttes også til andre idrætsaktiviteter som badminton, håndbold og volleyball.
Arenaen vil blive benyttet til VM i kvindehåndbold 2021, hvor to grupper fra den indledende runde ved mesterskabet spilles i arenaen.